# سنهدرين

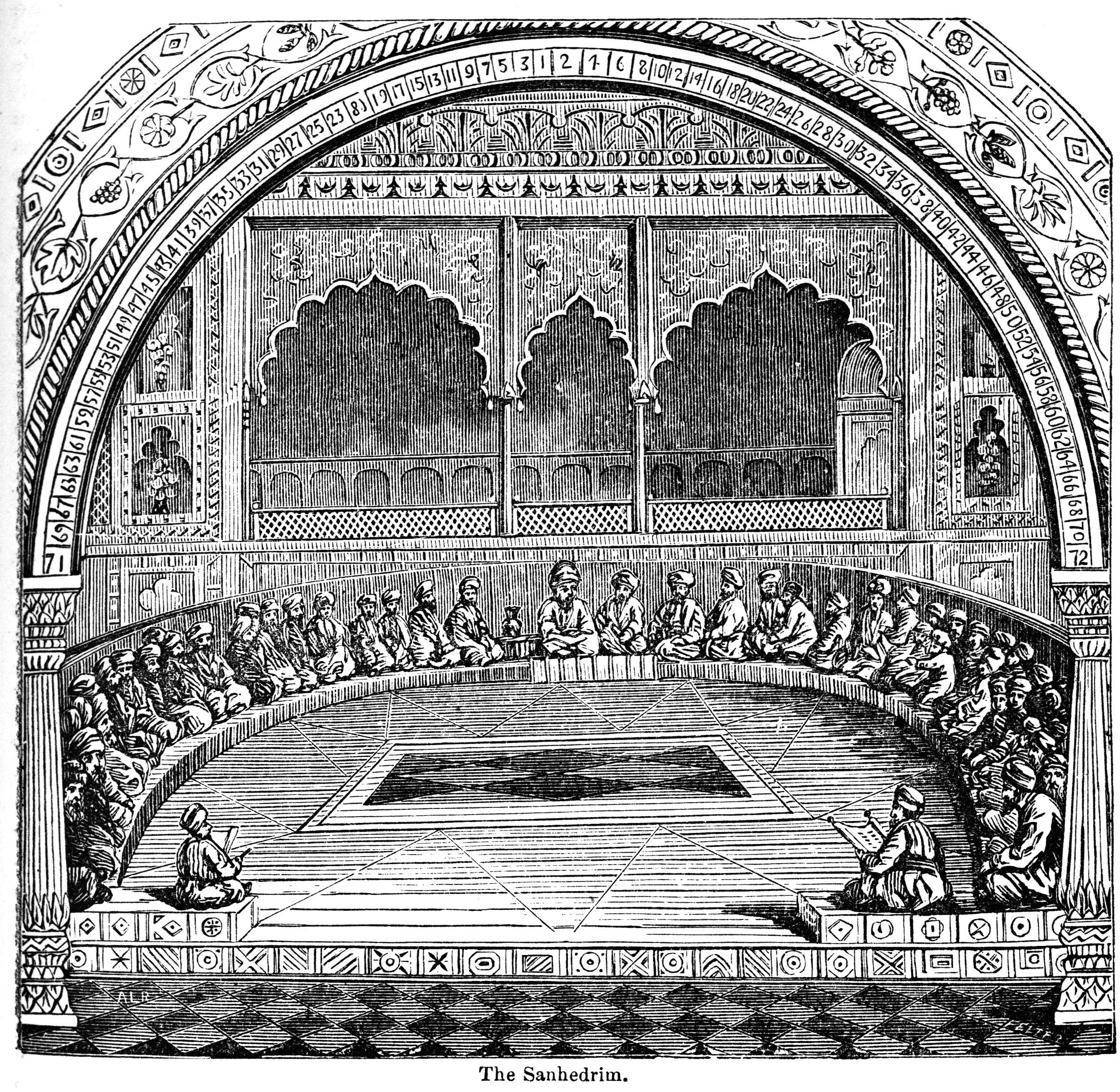

سنهدريم أو سنهدرين هي كلمة عبرية منقولة عن الكلمة اليونانية «سندريون» (باليونانية synedrion) أيضا (بالإنجليزية The Great Sanhedrin)، ومعناها حرفيا «الجالسون معًا» وقد تعني مجمع مشيخة أو مجلس المشيري.
وقد أطلق هذا الاسم من قبل اليهود في فترة وجود السيد المسيح على الأرض باعتباره المحكمة العليا للأمة اليهودية، وكانت المتحدث الرسمي باسم الشعب اليهودي أمام الرومان ويتكون من واحد وسبعين عضواً، سبعين منهم مثل عدد الشيوخ الذين عاونوا موسى، والحادي والسبعون هو رئيس الكهنة أو الكاهن الاعظم وعلى وجه العموم كان له حق التشريع في الاحكام الدينية والسياسية والاجتماعية. ولكن توقف العمل به بعد عام 70م وذلك بعد خراب أورشليم والشتات اليهودي.

## منشأ مجمع السنهدريم
يرجع تقليد معلمي اليهود بمنشأ «السنهدريم الأعلى» إلى السبعين شيخًا الذين استعان بهم موسى في البرية. وفي أيام عزرا ونحميا، لم يكن هناك مجلس من الشيوخ فحسب بل كان يجتمع أحيانًا كل الشعب وكان يقصد به اجتماع للأمة اليهودية وكان لمبدأ «اجتماع كل الأمة» أهمية كبيرة رغم أن ذلك لم يعد ممكنًا بعد ذلك قد يكون بسبب ازدياد عدد الشعب، فتحولت اختصاصات «اجتماع كل الأمة» إلى المجمع المركزي في أورشليم باعتباره ممثلًا لكل الأمة.
ولقد تفاوتت سلطات السنهدريم في إدارة شؤون الأمة بحسب الظروف السياسية للأمة، وتغير الحكومات، فمثلًا في عهود بعض الحكام الرومانيين كان للسنهدريم نصيب كبير في الحكم. وفي أحيان أخرى كانت تتقلص اختصاصات المجلس حتى تصبح قاصرة على شؤون العبادة في الهيكل فقط.

## أعضاء مجمع السنهدريم
كان عدد أعضاء السنهدريم سبعين شخصًا، وإذا أضيف إليهم رئيسه، يصبح عددهم واحدًا وسبعين شخصًا. وكان يرأس اجتماعاته في أيام العهد الجديد رئيس الكهنة وكان أعضاء المجلس يُختارون من العائلات الكهنوتية وكبار المعلمين الدينيين المعروفين باسم الكتبة أو معلمي الشريعة. وبالجمع بين هاتين الفئتين، كان السنهدريم يتكون من الصدوقيين (رجال الكهنوت) ومن الفريسيين (الكتبة)، كما كان يضم عددًا من الشيوخ الذين لا ينتمون لهاتين الفئتين. ومن الإشارات المختلفة لهذا المجلس في العهد الجديد، ندرك أن تكوينه كان يختلف باختلاف الظروف، فكان يتكون من «الكهنة وكتبة الشعب» (مت2: 4)، أو من «رؤساء الكهنة مع الكتبة والشيوخ» (مت27: 41)، أو رؤساء الكهنة والمجمع كله (مرقس14: 55)، أو «مشيخة الشعب: رؤساء الكهنة والكتبة» (لو22: 66)، أو «رؤساء الكهنة والعظماء والشعب» (لو23: 13)، أو «رؤسائهم وشيوخهم وكتبتهم» (أع4: 5)، أو «رؤساء الكهنة والشيوخ» (أع4: 23).

وبوجه عام، قام السنهدريم بأعمال السلطة المركزية في الإدارة المدنية لأورشليم، وبالإشراف على الشؤون الدينية، ووضع خطة للخدمات في الهيكل، وفي تنفيذ العدالة في الحالات التي لم تكن تختص بها السلطات المحلية، أو التي لم تكن تحتفظ بحق البت فيها السلطات الرومانية، فكان يختص بالقضايا المتعلقة بشئون الهيكل وحفظ وصايا التوراة. وفي أيام الرومان كانت تختلف باختلاف سياسة الحاكم وكان للحاكم الروماني الحق في وقف تنفيذ الأحكام أو إعادة النظر في أي أحكام يصدرها السنهدريم.
وكان السنهدريم يمارس سلطاته على اليهود خارج المجتمع اليهودي عن طريق المجامع. ولم تكن الحكومة الرومانية تعترف بهذا السلطات خارج اليهودية.
وبالإضافة إلى السنهدريم (المجمع المركزي في أورشليم) نجد في العهد الجديد إشارات إلى مجامع يهودية محلية (انظر مت 5 : 22، 10 : 17). وكانت هذه المجامع المحلية تتولى تنفيذ العدالة في دائرتها، وكانت تملك سلطة الفرز من المجمع، وتوقيع العقوبات البدنية.